# Holmsjötjärnarna
Holmsjötjärnarna är en sjö i Åsele kommun i Lappland och ingår i Gideälvens huvudavrinningsområde. Sjöns area är 0,037 kvadratkilometer och den är belägen 402 meter över havet.